# Savaranos

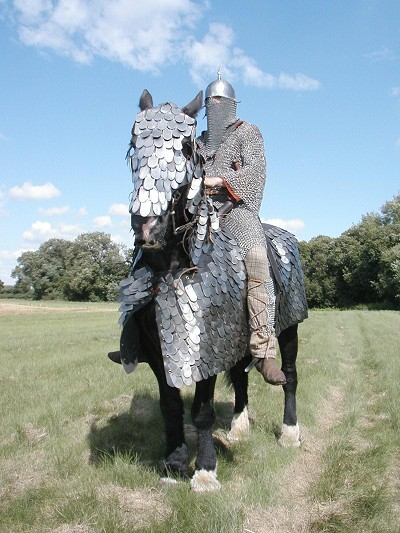
Recreación de un caballero savarano

Los caballeros savaranos fueron la fuerza de combate principal del ejército Sasánida. Eran proporcionados por la aristocracia, estaban fuertemente armados y variaban desde arqueros hasta catafractos.

## Organización
Los savaranos estaban compuestos principalmente por aristócratas  iraníes de los  wuzurgan  y los azadan. Después de las reformas de Cosroes I, los guerreros de la clase  dehqan  también serían reclutados.
Los "savaranos" a menudo han sido utilizados como un ejemplo de la existencia del feudalismo en Irán por estudiosos modernos, que simplemente se refieren a ellos como chevalier, caballero, o ritter. Según historiadores como Christensen y Widengren, el "savarano" tenía el mismo estatus que el caballero. Sin embargo, aunque el "savarano" y el caballero se parecen entre sí en muchas partes, el papel económico y el papel histórico del caballero son muy diferentes en comparación con el papel del "savarano" en el Imperio de Sasán, por lo que sería incorrecto referirse a los varanos  como caballeros.
La paga más alta para cada soldado de caballería era de 4.000 dirham.

## Armas, armaduras y tácticas
Antecesores de los caballeros europeos, emplearon numerosas armas y desarrollaron una gran maestría para el combate a pie o a caballo. Su táctica principal radicaba en una carga frontal hacia el enemigo, utilizando una lanza de a dos manos llamada kontos. Tras la carga el enemigo generalmente se agrupaba para la protección mutua, y los savaranos se retiraban en orden mientras arqueros disparaban al enemigo apiñado, aumentando las bajas considerablemente. En sus comienzos los savaranos eran apoyados por contingentes de arqueros a caballo, pero estos perderían protagonismo a favor del predominio de la caballería pesada, que acabaría por utilizar la táctica del "disparo parto" para atacar al enemigo, así incluyendo el arco compuesto entre su arsenal.
Una de sus tácticas más complejas, consistía en una primera línea de Savaranos cargando hacia el enemigo, debilitándolo y compactándolo, seguidos por Arqueros a caballo, que disparaban al enemigo apiñado, y se retiraban rápidamente para darle paso a una tercera carga de savaranos que aniquilaban al enemigo, debilitado por la carga anterior. Esta táctica requería gran disciplina, ensayo, y coordinación para ser efectiva.
Su equipamiento consistía en la lanza kontos para la carga inicial, además una de espada larga, recta y de doble filo, hacha, maza, un arco compuesto con dos cuerdas y 30 flechas en su respectivo carcaj. A veces empleaban látigos para tomar al enemigo del cuello y desmontarlo (de manera similar a la que los pueblos esteparios empleaban el lazo). Hondas, jabalinas o dardos eran usadas como armas de proyectil secundarias.
Las tácticas de los savaranos fueron usadas numerosas veces contra los ejércitos romanos, con el suficiente éxito para derrotar y capturar a ejércitos enteros sólo con el uso de la caballería. En muchas ocasiones la batalla se decidía sólo con la letal carga de los savaranos.
Su principal debilidad radicaba en su poca resistencia al combate cuerpo-a-cuerpo prolongado, ya que los romanos adoptarían tácticas tales como guarecerse bajo sus caballos y apuñalarles en el estómago, siendo una de las pocas maneras en que un soldado romano podía vencer a los savaranos; ya que hombres y caballos llevaban armaduras pesadas, de escamas o láminas hechas de bronce, o más frecuentemente, de acero. El empleo de complejas tácticas y letales cargas combinado con el uso de la cota de malla (como refuerzo a las partes descubiertas de su armadura, en el mismo estilo de los caballeros europeos), para mayor flexibilidad, los hicieron tropas más precisas, resistentes y letales que los catafractos partos que les precedieron.

## Después de la caída de los Sasánidas
La mayoría de los "savaranos" se disolvieron después de sufrir la derrota y la conquista durante la conquista musulmana de Persia. Sin embargo, varias facciones de los "savaranos", cada facción dirigida por un líder diferente, desertaron y se unieron a los árabes para preservar su estatus y riqueza. Estas facciones savaranas  se establecieron en varios lugares en los territorios recién establecidos del nuevo califato  Musulmán, donde cada una se conoce por varios nombres, siendo la facción más conocida y prominente la  asawira  , quienes bajo su líder Siyah se establecieron en el asentamiento recién establecido de Basora.